# 薩爾特奇亞
薩爾特奇亞（romanized: Saltychiya）是位於烏克蘭東南部扎波羅熱州的村莊，由別爾江斯克區的切爾尼希夫卡市鎮管轄。該村處於薩爾季奇亞河畔，始建於1822年，面積3.66平方公里，海拔高度131米，2001年人口513人。

## 外部連結
- Салтичія[永久]
- Погода в селі Салтичія （页面存档备份，存于）